# Ángel Montoro Cabello
Ángel Montoro Cabello (* 10. April 1989 in Toledo) ist ein spanischer Handballspieler, der auf der Spielposition im rechten Rückraum eingesetzt wird.

## Vereinskarriere
Ángel Montoro debütierte in der Saison 2008/09 in der spanischen Liga Asobal bei Ademar León. In Vertragsverhandlungen mit dem spanischen Ligakonkurrenten aus Barcelona verlangte der Verein aus León im Sommer 2012 eine Transferleistung in Höhe von 100.000 Euro für einen vorzeitigen Wechsel Montoros, der einen Vertrag bis 2014 hatte.

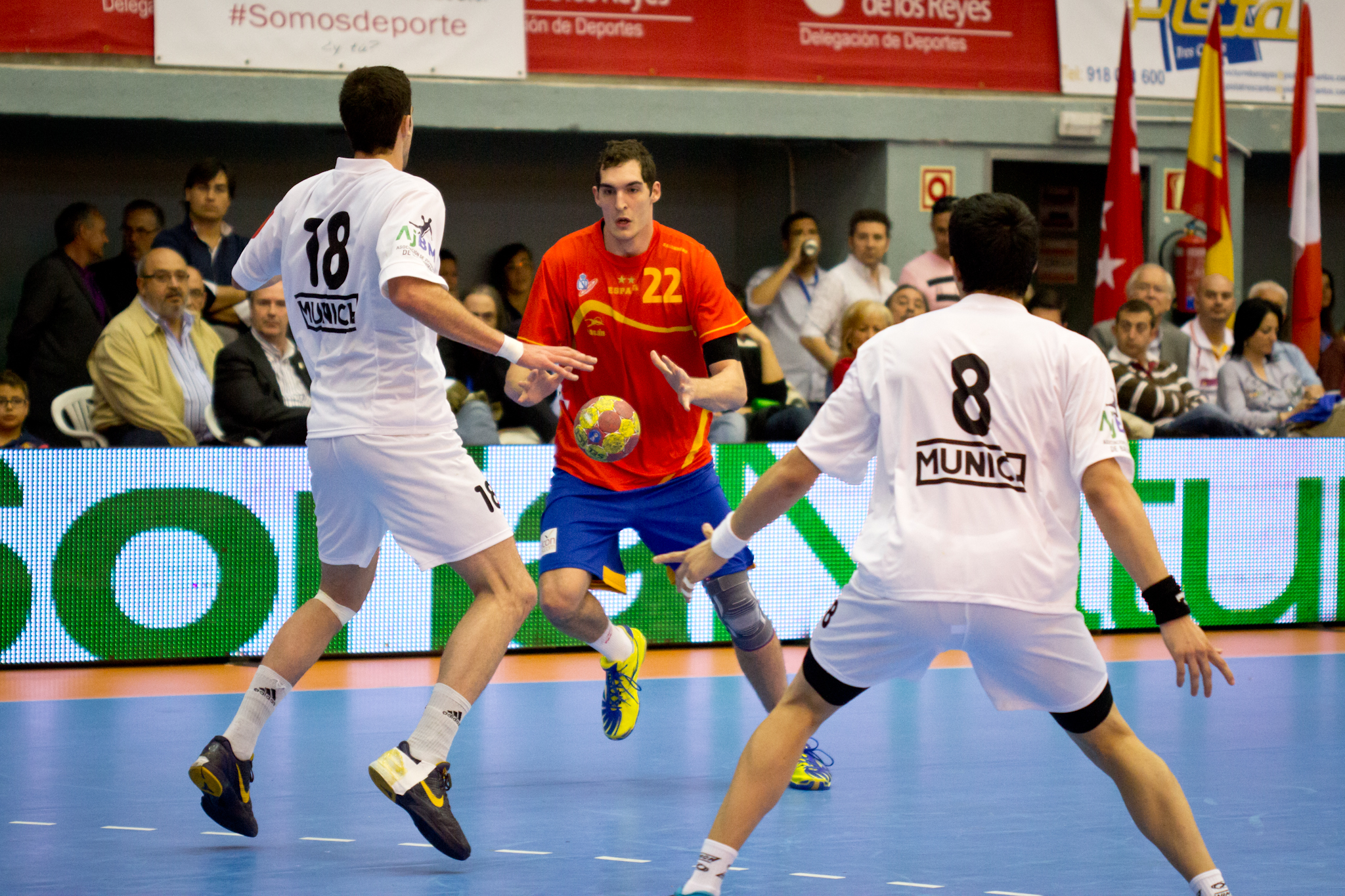
Ángel Montorro beim spanischen All-Star-Spiel 2013

Der FC Barcelona verpflichtete den Linkshänder im Sommer 2012 für sechs Jahre,
Von Barcelona wurde er im Jahr 2013 an den französischen Verein Fenix Toulouse Handball ausgeliehen. Anfang 2014 gab er bekannt, dass er seinen Vertrag mit Barcelona vorzeitig aufgelöst habe.
Montoro wechselte in der Mitte der Saison 2013/2014 von Frankreich nach Polen zu Wisła Płock und unterschrieb bis 2016.
Im Sommer 2016 schloss er sich dem spanischen Erstligisten Naturhouse La Rioja an. Im Jahr 2018 entschied er sich, ein Angebot von Liberbank Cuenca anzunehmen, mit dem er in der Saison 2018/19 auflief.
Im Januar 2019 gab der Schweizer Klub Kadetten Schaffhausen die Verpflichtung Montoros zur Saison 2019/2020 bekannt.
Im Sommer 2021 wechselte er zum griechischen Erstligisten Olympiakos SFP, mit dem er 2024 die nationale Meisterschaft gewann.
Er wechselte zurück nach Spanien, wo er sich im Sommer 2024 dem in die 2. Liga aufgestiegenen Verein BM Proin Triana anschloss.

### Statistik in der Liga Asobal
| Saison    | Verein              | Spiele | Tore |
| --------- | ------------------- | ------ | ---- |
| 2018/2019 | Liberbank Cuenca    | 29     | 75   |
| 2017/2018 | Naturhouse La Rioja | 28     | 46   |
| 2016/2017 | Naturhouse La Rioja | 28     | 40   |
| 2012/2013 | FC Barcelona        | 27     | 78   |
| 2011/2012 | Ademar León         | 09     | 24   |
| 2010/2011 | Ademar León         | 26     | 76   |
| 2008/2010 | Ademar León         | 05     | 05   |
| 2008/2009 | Ademar León         | 01     | 03   |

## Auswahlmannschaften
Montoro stand am 16. Juli 2008 erstmals im Aufgebot einer spanischen Auswahl, als er für die spanische Junioren-Nationalmannschaft gegen die Auswahl Schwedens antrat. Mit den spanischen Junioren nahm er an der U-20-Europameisterschaft 2008 und der U-21-Weltmeisterschaft 2009 teil. Insgesamt bestritt er 27 Partien für die Juniorenauswahl, in denen er 35 Tore warf.
Mit der spanischen Nationalmannschaft debütierte er im Juni 2011 gegen Argentiniens Auswahl. Mit der spanischen Nationalmannschaft nahm er an der Weltmeisterschaft 2013 teil, bei dem das Team die Goldmedaille gewann. Zuletzt stand er am 1. Juli 2018 bei den Mittelmeerspielen 2018 im Aufgebot. Er bestritt 32 Länderspiele, in denen er 54 Tore erzielte.

## Erfolge
- Spanischer Meister 2013
- Copa Asobal 2009, 2013
- Supercopa de España 2012
- Supercopa de Cataluña 2012
- Griechischer Meister 2024
- Weltmeister 2013